# Hard Truck: 18 Wheels of Steel
Hard Truck: 18 Wheels of Steel – symulacyjna gra komputerowa wyprodukowana przez czeskie studio SCS Software. Gra została wydana 19 sierpnia 2002 roku, w Polsce 22 maja 2003 roku.

## Rozgrywka
Hard Truck: 18 Wheels of Steel to pierwsza gra z serii 18 Wheels of Steel. Gra jest symulatorem, w której gracz wciela się w kierowcę. Zadaniem gracza jest dostarczanie towarów do miejsca przeznaczenia w należytym stanie i odpowiednio krótkim czasie. W grze można zaobserwować zmienne warunki atmosferyczne, policję, kierowców przestrzegających przepisy ruchu drogowego oraz innych przewoźników. Gracz ma do dyspozycji sześć zróżnicowanych ciężarówek z kierowcami. Gracz może się poruszać po 11 amerykańskich stanach – biegną one zarówno przez pustynie, miasta jak i góry. Do dyspozycji jest 16 różnych typów ładunków.